# Arkansas-Pine Bluff Golden Lions
Arkansas-Pine Bluff Golden Lions (español: leones dorados de  la Universidad de Arkansas en Pine Bluff) es el equipo deportivo de la Universidad de Arkansas en Pine Bluff, situada en dicha localidad del estado de Arkansas. Los equipos de los Golden Lions participan en las competiciones universitarias organizadas por la NCAA, y forman parte de la Southwestern Athletic Conference. 

## Programa deportivo
Los Golden Lions participan en las siguientes modalidades deportivas:
| - Masculino - Béisbol - Baloncesto - Fútbol americano - Golf - Cross - Tenis - Atletismo | - Femenino - Baloncesto - Fútbol - Softball - Voleibol - Atletismo - Cross - Tenis |

### Baloncesto
El equipo masculino de baloncesto nunca ha logrado clasificarse para la Fase Final de la NCAA, y sólo uno de sus jugadores ha sido profesional en la ABA, Charles Hentz, que jugó únicamente 57 partidos en dicha competición en 1971.

### Fútbol americano
El mayor logro del equipo de fútbol americano fue el llegar a la final de la Southwestern Athletic Conference en 2006, donde cayeron derrotados ante Alabama A&M Bulldogs por 22-13.